# Felix Bräuer
Felix Bräuer (obersorbisch Feliks Brojer; * 25. Dezember 1988 in Görlitz) ist ein deutsch-sorbischer Kirchenmusiker, Organist und Komponist.

## Leben
Geboren in Görlitz und aufgewachsen in Bautzen erhielt Felix Bräuer mit sieben Jahren seinen ersten Klavierunterricht. Dem schloss sich eine musikalische Grundausbildung in Musiktheorie und Hauptfach Klavier an der Kreismusikschule Bautzen an. Zeitgleich erhielt er Orgelunterricht. Felix Bräuer studierte an der Hochschule für Kirchenmusik Dresden katholische Kirchenmusik, Orgel und Cembalo. Zu seinen Lehrern zählten u. a.  Christfried Brödel (Chorleitung), Sabine Bräutigam (Klavier) und Raphael Alpermann (Cembalo) sowie Merit Eichhorn, Kreuzorganist Holger Gehring und Domorganist der Dresdener Kathedrale Thomas Lennartz (künstlerisches Orgelspiel, liturgisches Orgelspiel und Orgelimprovisation). 2011 absolvierte Felix Bräuer ein kirchenmusikalisches Praktikum am Hohen Dom zu Paderborn. Kurse und vertiefenden Unterricht im Hauptfach Orgel erhielt Felix Bräuer u. a. bei Gereon Krahforst, Frédéric Champion und Wolfgang Zerer.
Bisher wirkte Felix Bräuer als Organist in der katholischen Domgemeinde „St. Petri“ in Bautzen und als Interims-Organist an der Kathedrale „Ss. Trinitatis“ (ehem. kath. Hofkirche) zu Dresden. Derzeit ist er Organist an der Zisterzienserinnen-Abtei St. Marienstern in Panschwitz-Kuckau sowie Organist im Stadtdekanat Münster (Westf.).
CD-Aufnahmen und Orgelkonzerte erfolgten in u. a. an der Luth. Pfarrkirche „St. Marien“ zu Marburg a. d. Lahn, an der St.-Hedwigskathedrale zu Berlin, am simultanen Dom zu Wetzlar.
Neben seiner Arbeit als Chorleiter bei kleineren Projekten ist Felix Bräuer vor allem auch als Komponist geistlicher Musik tätig. 2012 gewann er beim „2. Sorbischen Kompositionswettbewerb“ des Bundes Sorbischer Gesangvereine e. V. den 1. und 2. Preis mit den sorbischen Chormotetten „Wuznaće“ (Bekenntnis) und „Strowa sy, Marija“ (Ave Maria).

## Werke (Auswahl)
Der Schwerpunkt der Kompositionen von Felix Bräuer liegt in der geistlichen Musik, vor allem für Chor, Orgel oder kleinere Orchesterbesetzungen.

### Orgelwerke
- 10 Orgelsonaten (Choralsonaten)
- Ciacona in D
- Ciacona in c
- Sortie in französisch-romantischen Stil
- Fantasia in aeternum
- Fantasia in terra Pax
- Liturgische Suiten

### Chorwerke
- Per Signum Crucis
- Tu es pastor ovium
- Christus war für uns gehorsam
- Abendgebet
- O Heiland, reiß die Himmel auf
- Johannes-Passion (für die Karfreitagsliturgie)

### Orchesterwerke, Oratorien, Kantaten, kleine Besetzungen
- Passionskantate Betrachtung des Leidens Christi (2014)
- Stabat mater für Bass-Solo und Streicher
- Psalm 150 für Bass und Klavier (2015)
- Der Herr bricht ein um Mitternacht – geistliches Oratorium vom Ende der Welt und Wiederkunft des Herrn (2018)
- Glaube, Hoffnung, Liebe – geistliches Oratorium für Chor, Soli, Klavier, Flöte und Cello (2020)
- Immanuel – geistliches Oratorium für Soli, Chor und großes Orchester (2021)